# New Tecumseth
New Tecumseth är en kommun (town) i Kanada.   Den ligger i provinsen Ontario, i den sydöstra delen av landet, 400 km väster om huvudstaden Ottawa. New Tecumseth ligger 242 meter över havet och antalet invånare är 30 234.